# جوایز انجمن نویسندگان آمریکا
جوایز انجمن نویسندگان آمریکا (انگلیسی: Writers Guild of America Awards) جایزه ای برای نویسندگی فیلم، سریال، برنامه رادیوییوبازی ویدئویی می‌باشد که در دو بخش داستانی و غیر داستانی تقسیم‌بندی می‌شود. این جایزه از سال ۱۹۴۹ توسط انجمن نویسندگان شرقی آمریکا و انجمن نویسندگان غربی آمریکا انتخاب می‌شود؛ و برای اولین بار در سال ۲۰۰۴ به‌صورت تلویزیونی پخش شد.